# Boogie Boogie Man (singolo)
Boogie Boogie Man è un singolo del cantautore italiano Pino Daniele, pubblicato il 5 novembre 2010 come primo estratto dall'omonima raccolta.